# Amherst Junction
Amherst Junction est un village du comté de Portage, dans l'État du Wisconsin, aux États-Unis. En 2020, il comptait une population de 383 habitants.